# Епишевское сельское поселение
Епишевское сельское поселение — упразднённое муниципальное образование в составе Рославльского района Смоленской области России.
Административный центр — деревня Епишево-2.
Образовано Законом Смоленской области от 28 декабря 2004 года. Упразднено Законом Смоленской области от 20 декабря 2018 года с включением к 1 января 2019 года всех входивших в его состав населённых пунктов в Пригорьевское сельское поселение.

## Географические данные
- Общая площадь: 62 км²
- Расположение:  южная часть Рославльского района
- Граничит:
  - на севере — с Пригорьевским сельским поселением
  - на востоке — с  Брянской областью
  - на юге — с Ершичским районом
  - на западе — с  Жарынским сельским поселением
- Крупные реки: Вороница, Чёрный Пет.

## Население
| 2011 | 2012 | 2013 | 2014 | 2015 | 2016 | 2017 |
| ---- | ---- | ---- | ---- | ---- | ---- | ---- |
| 373  | ↘364 | ↘351 | ↗354 | ↘351 | ↘333 | ↘326 |
| 2018 | 2019 |      |      |      |      |      |
| ↘308 | ↘294 |      |      |      |      |      |

## Населённые пункты
В состав поселения входили следующие населённые пункты:
- Епишево-2, деревня
- Епишево-1, деревня
- Забольшачье, деревня
- Заречье, деревня
- Костюшково, деревня
- Новый Крупец, деревня
- Раковка, деревня
- Слепцово, деревня
- Старые Фоминичи, деревня
- Старый Крупец, деревня

## Экономика
Сельхозпредприятия, магазины .